# Karolina Gniadek
Karolina Gniadek (15 października 1986) – polska wioślarka.

## Osiągnięcia
- Mistrzostwa Europy – Montemor-o-Velho 2010 – czwórka podwójna – 4. miejsce[1].